# Robert Homans
Robert Emmett Homans (Malden, 8 novembre 1877 – Los Angeles, 28 luglio 1947) è stato un attore statunitense.
Appare in quasi 400 produzioni cinematografiche, tra corti e film, realizzate tra il 1917 ed il 1946.

## Filmografia parziale
- Border Justice, regia di B. Reeves Eason (1924)
- Le vie della città (City Streets), regia di Rouben Mamoulian (1931)
- Consolation Marriage, regia di  Paul Sloane (1931)
- Yes, My Darling Daughter, regia di William Keighley (1939)
- Furore (The Grapes of Wrath), regia di John Ford (1940)
- Al di là del domani (Beyond Tomorrow), regia di A. Edward Sutherland (1940)
- Night Monster, regia di Ford Beebe (1942)
- Jack London, regia di Alfred Santell (1943)